# Pełch
Pełch – wieś w Polsce położona w województwie podlaskim, w powiecie siemiatyckim, w gminie Perlejewo.
W latach 1975–1998 miejscowość administracyjnie należała do województwa łomżyńskiego.
Wierni kościoła rzymskokatolickiego należą do parafii Przemienienia Pańskiego w Perlejewie, a prawosławni do parafii Wniebowstąpienia Pańskiego w Ciechanowcu.

## Części wsi
| SIMC    | Nazwa | Rodzaj    |
| ------- | ----- | --------- |
| 0403287 | Praga | część wsi |

## Historia
W 1434 r. książę litewski Zygmunt Kiejstutowicz nadał znajdujące się w pobliżu dobra Mikołajowi Nasucie z Międzyrzecza. Później majątek ten należał do Kosińskich, Wodyńskich, Oborskich i Ossolińskich z Rudki. 
Pod koniec XIX w. Pełch był wsią włościańską nad rzeką Pełchówką. Osada liczyła 40 domów i 431 mieszkańców. Istniał tu młyn wodny. Ziemia była piaszczysta, żytnia, łąk mało, las budowlany.
W 1921 roku mieszkało tu 383 osoby w 49 domach. Wśród mieszkańców notowano 8 prawosławnych. Mapy z tego okresu wykazują młyn wodny na rzece Pełch. 
W pobliżu wsi folwark Stefanowo o powierzchni 100 ha. Na początku XX wieku od spadkobierców Ossolińskich folwark odkupił Stefan Szmurło. Rodzina Szmurłów posiadała majątek Stefanowo do września 1939 r. Podczas okupacji sowieckiej cała rodzina Szmurłów została wywieziona do Kazachstanu. Majątek został rozparcelowany, najpierw przez Rosjan, a w 1944 r. przez władze polskie. 

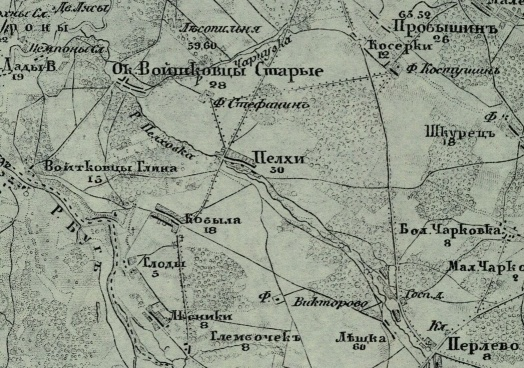
Wieś Pełch (Пелхи) na mapie Szuberta (1866)